# Solpuga brunnipes
Espèce
Synonymes
- Galeodes brunnipes Dufour, 1861
- Galeodes quadrigerus Dufour, 1861

Solpuga brunnipes est une espèce de solifuges de la famille des Solpugidae.

## Distribution
Cette espèce se rencontre en Algérie et en Éthiopie.

## Publication originale
- Dufour, 1861 : Anatomie, physiologie et histoire naturelle des Galéodes. Mémoires Présentés par divers Savants à l’Académie des Sciences de l’Institut Impérial de France (Sciences Mathématiques et Physiques), vol. 17, p. 338–446 (texte intégral).